# Carnago
Carnago est une commune italienne de la province de Varèse dans la région Lombardie en Italie.

## Toponyme
Toponyme d'origine gauloise *Karnāko, basé sur le mot celtique karn « tas de pierre » (cf. vieil irlandais carn « tas de pierre (au-dessus d'une tombe) », gallois carn « tas de pierre, empierrement », suivi du suffixe locatif -āko. Le tas de pierre pouvait vraisemblablement représenter la tombe du héros chez les Celtes. Homonymie avec Carnac (Morbihan).

## Administration
| Période                                  | Période  | Identité                   | Étiquette | Qualité |
| ---------------------------------------- | -------- | -------------------------- | --------- | ------- |
| 8/6/2009                                 | En cours | Maurizio Andreoli Andreoni |           | médecin |
| Les données manquantes sont à compléter. |          |                            |           |         |

### Hameaux
Milanello, Rovate, Borghetto, C.na S. Remigio, Palazzetto, Fornace, Bregana, Cattaneo, Stribiana